# 若花鱂
若花鱂（学名：Poeciliopsis gracilis），為輻鰭魚綱鯉齒目鯉齒亞目花鳉科的其中一種，分布於中美洲墨西哥南部至宏都拉斯的淡水流域，體長可達5.1公分，屬雜食性，生活習性不明，可作為觀賞魚。
其种加词来源于拉丁文“gracilis”，意为“纤细的”。